# Kujawy (Osowo Leśne)
Kujawy – część wsi Osowo Leśne w Polsce, położona w województwie pomorskim, w powiecie starogardzkim, w gminie Lubichowo, na obszarze leśnym Borów Tucholskich. Kujawy wchodzą w skład sołectwa Osowo Leśne.
W latach 1975–1998 Kujawy należały administracyjnie do województwa gdańskiego.
W XIX w. miejscowość w powiecie starogródzkim.